# 岸田國士
岸田 國士（きしだ くにお、1890年（明治23年）11月2日 - 1954年（昭和29年）3月5日）は、日本の劇作家・小説家・評論家・翻訳家・演出家。
代表作に、戯曲『チロルの秋』（1924年）、『牛山ホテル』（1929年）、小説『暖流』（1943年）、『双面神』（1953年）など。
妹の勝伸枝は作家、本名は延原克子で翻訳家・延原謙の妻。長女は童話作家の岸田衿子、次女は女優の岸田今日子、甥に俳優の岸田森がいる。
映画脚本『ゼンマイの戯れ』（1926年）もある。

## 経歴
東京市四谷区（現・東京都新宿区）に和歌山県出身の陸軍軍人岸田庄蔵の長男として生まれる。岸田家は旧紀州藩士の家系であった。
陸軍士官学校を経て少尉に任官、久留米の歩兵第48連隊に配属される。
文学への思い止み難く、父の勘当を受けながらも軍籍を離れ、28歳で東京帝国大学文科大学に選科生として入学する。フランス文学や近代演劇を学び、鈴木信太郎・辰野隆・豊島与志雄・関根秀雄らと親交をむすぶ。著名な訳書はジュール・ルナール『にんじん』、『博物誌』、『ぶどう畑のぶどう作り』などで、今日でも重版されている。
仏領インドシナを経由してパリに遊学、ジャック・コポーが主宰する小劇場ヴィユ・コロンビエ座などに出入りし、当時フランスで盛んになっていた演劇純粋化運動に接していたが、1922年の父の死去により、翌年帰国する。
1932年新設された明治大学文芸科教授となる。1937年に顧問を務めていた築地座を解消し、新たに文学座を岩田豊雄・久保田万太郎らと創設する。
1940年から1942年まで大政翼賛会文化部長を務め、太平洋戦争後の1947年にGHQにより公職追放となる。
1954年、文学座の上演『どん底』（原作マクシム・ゴーリキー）の演出に携わっていたが、3月、舞台稽古中に脳卒中に襲われ病院に運ばれたが翌日死去。63歳没。

## 年譜
- 1890年（0歳） - 11月に東京四谷右京町で近衛砲兵連隊付大尉、岸田庄藏・楠子の長男として生まれる。
- 1897年（7歳） - 東京 四谷尋常小學校に入学。
- 1899年（9歳） - 父の転勤に伴い、名古屋市棣棠尋常小学校（現・名古屋市立山吹小学校）へ転校。
- 1902年（12歳） - 名古屋第二高等小学校に入学。
- 1904年（14歳） - 9月、名古屋陸軍地方幼年学校に入学。
- 1907年（17歳） - 9月、東京にある陸軍中央幼年学校に進学するが、軍隊生活・軍人の気風に反発を覚える。この頃より、フランス文学に興味を持つようになる。
- 1910年（20歳） - 6月、幼年学校を卒業し、士官候補生として久留米歩兵第48連隊に配属となる。12月、陸軍士官学校へ進学する。
- 1912年（22歳） - 6月、士官学校を卒業。7月、見習士官として久留米連隊に復帰。12月、少尉に任官。
- 1914年（24歳） - 11月、休職願を出して、上京。
- 1917年（27歳） - 4月、東京帝国大学文科大学仏文科選科に入学。鈴木信太郎・辰野隆・豊島与志雄らと知悉を得る。
- 1919年（29歳） - 8月、渡仏を計画し、貨物船にて神戸より台湾へ渡航。高雄から香港へ渡る。同地にて三井物産仏印出張所長付通訳の職を得、ベトナム北部の港湾都市ハイフォンに赴任、そこで3ヵ月を過ごした後、マルセイユへ向けて渡航。
- 1920年（30歳） - 1月、マルセイユに到着後、パリへ移動。生活のため、はじめ日本大使館、後に国際連盟事務局に嘱託として勤務。フランス演劇史を研究する。
- 1922年（32歳） - 12月、父の訃報を受け、帰国準備にかかる。
- 1923年（33歳） - 7月、帰国。中野野方町に住む。8月、豊島与志雄に処女戯曲『古い玩具』を見せ、意見を求め山本有三に紹介される。
- 1924年（34歳） - 山本有三編集の「演劇新潮」3月号に『古い玩具』を発表し、注目される。戯曲『チロルの秋』を「演劇新潮」9月号に発表。11月、『文藝時代』同人となる。
- 1925年（35歳） - 戯曲『軌道』を「演劇新潮」新年号、戯曲『命を弄ぶ男ふたり』を「演劇新潮」2月号、戯曲『ぶらんこ』を「演劇新潮」4月号、戯曲『紙風船』を「文藝春秋」5月号に発表。
- 1927年（37歳）-　鳥取県米子市出身の村川秋子[5]と結婚。
- 1929年（39歳） - 戯曲『牛山ホテル』を「中央公論」新年号に発表。長女・岸田衿子が生まれる。
- 1930年（40歳） - 戯曲『ママ先生とその夫』を「改造」10月号に発表。次女・岸田今日子が生まれる。
- 1931年（41歳） - 戯曲『淺間山』を「改造」7月号に発表。
- 1935年（45歳） - 戯曲『歳月』を「改造」4月号に発表。
- 1936年（46歳） - 長編小説『落葉日記』を「婦人公論」6月号より連載。
- 1937年（47歳） - 9月6日、久保田万太郎、岩田豊雄と共に劇団文学座を結成する。10月、文藝春秋の特派員となり北支戦線視察に赴く。
- 1938年（48歳） - 3月、明治大学文芸科長となり、演劇映画科を新設する。
- 1940年（50歳） - 10月、明治大学文芸科長を辞し、大政翼賛会文化部長に就任する。
- 1942年（52歳） - 7月、大政翼賛会の官僚化を不満とし、組織改編を機に、文化部長を辞任する。
- 1949年（59歳） - 3月、次女岸田今日子、文学座研究所に入所。戯曲『女人渇仰』を「文學界」9月号に発表。
- 1950年（60歳） -「演劇」と「文学」との立体化を目指し『雲の会』を結成。三島由紀夫、福田恆存、木下順二、千田是也、小林秀雄らが参加。この会がきっかけになって、椎名麟三、石川淳、中村光夫、大岡昇平、石原慎太郎、武田泰淳といった小説家が戯曲を書き、舞台化された。
- 1951年（61歳） - 戯曲『カライ博士の臨終』を「世界」新年号に発表。
- 1952年（62歳） - 3月、小説執筆中に脳神経麻痺を引起し、東大病院沖中内科に入院。5月、退院。
- 1954年（63歳） - 3月4日、神田一ツ橋講堂で舞台稽古を監督中に、再び脳卒中で倒れる。東京大学医学部附属病院沖中内科にて手当てを受けたが、翌日5日午前6時32分、永眠。8日、文学座にて無宗教による告別式が執り行われた。

## 栄典
- 1913年（大正2年）2月20日 - 正八位[6]

## 著書
- 『岸田國士全集』新潮社（全10巻）、1954年9月-1955年
- 『岸田國士全集』岩波書店（全28巻）[7]、1989年11月-1992年6月

### 戯曲
- 『岸田國士戯曲集』第一書房 1925年
- 『紙風船　現代戯曲選集』春陽堂 1926年
- 『麺麭屋文六の思案 外四篇』改造社 1926年
- 『落葉日記 戯曲集』第一書房 1928年
- 『牛山ホテル 戯曲集』第一書房 1929年
- 『昨今横浜異聞 喜劇集』四六書院 1931年
- 『浅間山 戯曲集』白水社 1932年
- 『チロルの秋 外三篇』春陽堂文庫 1932年
- 『職業』改造社 1934年
- 『沢氏の二人娘・歳月』新撰劇作叢書 白水社 1935年
- 『落葉日記　戯曲集』白水社 1937年
- 『歳月 他二篇』創元社 1939年
- 『村で一番の栗の木』白水社 1941年
- 『序文 戯曲集』冬至書房 1946年
- 『速水女塾 四幕と声のみによる一場』中央公論社 1948年
- 『道遠からん』創元社 1950年
- 『岸田國士戯曲選集』京橋書院 1950年
- 『ある夫婦の歴史 コント集』池田書店 1951年
- 『古い玩具 他五篇』岩波文庫 1952年、復刊1993年
- 『岸田国士ラジオ・ドラマ全作品集』宝文館・ラジオ・ドラマ新書 1955年
- 『岸田國士I 紙風船／驟雨／屋上庭園ほか』ハヤカワ演劇文庫 2011年
- 『岸田國士II 古い玩具／チロルの秋／牛山ホテルほか』同上 2011年
- 『岸田國士III 沢氏の二人娘／歳月／風俗時評ほか』 同上 2012年

### 小説
- 『我等の劇場』新潮社 1926年
- 『由利旗江』朝日新聞社 1930年 のち角川文庫
- 『鞭を鳴らす女』作品社 1935年 のち角川文庫
- 『雙面神』創元社 1936年 のち角川文庫
- 『牝豹』三笠書房 1937年
- 『落葉日記』白水社 のち角川文庫
- 『幸福の森』三笠書房 1938年
- 『岸田國士長篇小説集』全7巻 改造社 1939年
第4巻（都会化粧）
- 『花問答 他七篇』春陽堂・新小説選集 1939年
- 『泉』朝日新聞社 1940年 のち角川文庫
- 『暖流』三学書房 1943年 のち新潮文庫
- 『岸田國士長篇小説集』全9巻 八雲書店 1947年-1948年
第7巻（幸福の森）
第9巻（愛翼千里）
- 『防風林』北条書店 1950年
- 『善魔』雲井書店 創元文庫 1951年 のち角川文庫
- 『罪の花束』角川書店 1953年
- 『驟雨』新潮社小説文庫 1956年
- 『岸田国士長編小説全集』全12巻 鱒書房 1956年
第3巻（都会化粧）
第10巻（善魔・望楼）
第11巻（光は影を・防風林）

### 評論・随筆・紀行
- 『言葉 言葉 言葉』改造社 1926年
- 『現代演劇論』白水社 1936年
- 『時・処・人』人文書院 1936年
- 『北支物情』白水社 1938年
- 『従軍五十日』創元社 1939年
- 『現代風俗』弘文堂 1940年
- 『文化の新体制』大政翼賛会宣伝部・大政翼賛叢書 1940年
- 『生活と文化』青山出版社 1941年
- 『生活の黎明』大政翼賛会文化部編 目黒書店 1941年
- 『力としての文化 若き人々へ』河出書房 1943年
- 『風俗時評』鎌倉文庫 1947年
- 『演劇美の本質』早川書房・悲劇喜劇選書 1948年
- 『日本人とはなにか 宛名のない手紙』養徳社 1948年
- 『日本人とは?』目黒書店　1951年 のち角川文庫
- 『新しき演劇のために』創元文庫 1952年
- 『演劇入門』要書房・要選書 1952年
- 『ふらんすの芝居』三笠文庫 1953年
- 『日本人畸形説』評論社・復初文庫 1968年

### 詩
- 飯田の町に寄す[8]

### 翻訳
- ジユウル・ルナアル『葡萄畑の葡萄作り』春陽堂 1924年、白水社 1934年、のち「ぶどう畑のぶどう作り」岩波文庫（改版）
  - ルナアル『幼な馴染 「葡萄畑の葡萄作り」より』白水社 仏蘭西文学訳註叢書・第7篇 1927年
- エルヴィユウ『炬火おくり』春陽堂 フランス文学の叢書 劇の部 1925年
- ルノルマン『時は夢なり』春陽堂 フランス文学の叢書 劇の部 1925年
- モオパツサン『二人の友・真珠嬢』白水社 仏蘭西文学訳註叢書 1925年
- ルノルマン『落伍者の群』春陽堂 フランス文学の叢書 劇の部 1925年
- ジュウル・ルナアル『別れも愉し』春陽堂 フランス文学の叢書・劇の部 1925年、のち「別れも愉し 他一篇」岩波文庫
- 『悲劇喜劇七篇 仏蘭西現代戯曲集』第一書房 1926年
- クウルトリヰヌ『我が家の平和 附・仏蘭西の劇作家』白水社 1926年
- ルナアル『にんじん』白水社 1933年 のち岩波文庫（改版）
  - 『現代世界文学全集　にんじん　葡萄畑の葡萄作り　博物誌　晩年の日記』三笠書房 1953年
- ポルト・リッシュ『過去』岩波文庫 1935年
- 『ルナアル日記』全7巻、白水社 1936-1938年。新潮文庫 1955年
- ルナアル『博物誌』白水社 1939年 のち新版。のち新潮文庫（改版）- 散文詩集
- 『仏蘭西演劇に関する法規』訳編 演劇調査資料 文部省 1941年
- 『カザノヴァ回想録』 カザノヴァ、岩波文庫 全7巻、1952年-1956年 復刊1988年
- アルフォンス・ドーデ『プチ・ショーズ』原千代海共訳、三笠書房・若草文庫 1953年

## 映画化
2011年3月26日に公開されたオムニバス映画『紙風船』（監督4名の競作で、スタッフは1980年代生まれ世代の東京芸大院生らで、主演は仲村トオル、緒川たまきほか多数）は、岸田の原作を現代にアレンジした作品である。

## 関連文献
- 『岸田國士の世界』駿河台文学会編、同会刊、1994年、弟子たち22名の回想記
- 『岸田國士の世界』日本近代演劇史研究会編、翰林書房、2010年、井上理恵ほか十数名の研究書
- 渥美国泰『岸田國士論考 近代的知識人の宿命の生涯』近代文芸社、1995年、著者は著名な俳優
- 大笹吉雄『最後の岸田國士論』中央公論新社〈中公叢書〉、2013年